# Леон Коен (сликар)
Леон Коен (Београд, 1859 – Вршац, 15. мај 1934) био је српски сликар. Најзначајнији је представник симболизма у Србији.

## Биографија
Леон Коен је рођен у Београду 1859. године. Породица Коен је стара београдска породица. Њихови преци настанили су се у њему још у седамнаестом веку. У матичним књигама јеврејске општине сефардског реда било је забележено да је је породица Коен имала шест синова: Давида, Исака, Арона-Александра Поповића, Јакова, Морена-Мики и Леона и једну ћерку Луну(?). Коенов отац Арон био је трговац (рођен 1824. године у Софији), а мајка Сара (рођена 1841. године у Београду).
Породица Коен била је врло скромна. Живели су у јеврејској четврти Јалија крај Дунава (Дорћол). Били су тихи, сиромашни људи, без великих прохтева. Живели су од свог рада и помагали увек једни друге. Леон Коен је детињство провео у кући својих родитеља. Браћа и сестра су га много волели, поготову што је био најмлађи. На Леонов живот и развој много је утицао његов најстарији брат Давид, који је био правник, писар Војног суда, а касније адвокат. У Првом светском рату Давид је био официр и као врло поверљив и поуздан одржавао је контакте са Војводом Мишићем, Павлом Јуришићем и Војводом Степом Степановићем. Давид је био познат по родољубивим „Беседама српској омладини Мојсијеве вероисповести” и по другим патриотским списима у којима је величао мисију Србије на Балкану. Због величања Србије, Бугари су га убили у Нишу за време окупације.
Леон Коен је основну школу завршио на Дорћолу, као и неколико разреда београдске реалке. Због сиромаштва, родитељи нису могли да га школују до краја. Према породичном захтеву прешао је на учење најпре трговачког, а затим и кројачког заната. Извесно време радио је као кројачки калфа у трговини Гутман у Београду . У овом периоду почело је да га интересује сликање и уметност. Често је после посла одлазио на Универзитет да слуша предавања Михаила Валтеровића, Светислава Вуловића, Љубомира Недића, Ђорђа Миловановића и Богдана Поповића. Предавање професора Велике школе Светомира Николајевића „Пред Шекспиром„ било је пресудно да Леон Коен напусти кројачки занат и да се посвети сликарству. Први покушај да нешто докучи из тајне о уметности, о уметничком изразу, потражио је у самом Београду, у школи сликања код Стеве Тодоровића 1881/1882. године. За материјално необезбеђеног Коена учење код Тодоровића није било лако. Дању је цртао и посећивао предавања, а ноћу радио за опстанак.

## Школовање и живот у Минхену
Крајем 1882. године одлази први пут у Минхен на школовање. Своју прву школску годину 1882/1883 још млад и омамљен новом средином, доста је добро материјално издржао. Финансијски су му помагали брат Давид, неки пријатељ из Београда, српски конзул у Минхену Хајим Давичо и Јеврејска црквена општина, која му је слала два дуката месечно.
После једногодишњег боравка у Минхену, по повратку у Београд, одлази код професора Велике школе, касније академика Ђорђа Миловановића на усавршавање сликарства. Годину дана касније Миловановић му је издао писмену препоруку у којој га хвали као „младића веома вредног и талентованог”, и препоручује му да своје сликарско школовање настави у Минхену.
У пролеће 1884. године уписује се на припремни курс Античке класе (Antikenklasse) при Минхенској Академији ликовне уметности. На крају прве године учења на Академији издато му је сведочанство да је вредан, да показује успех, услед којег заслужује свако признање. На основу оваквог успеха ослобођен је плаћања пола школарине. Живео је скромно и свега се одрицао само не боја и сликања. Међутим, новчана помоћ коју је добијао из Београда није била довољна, тако да је 31. октобра 1884. године упутио молбу Министарству просвете и црквених послова да му доделе стипендију. Пошто ова молба није одмах решена, брат Давид је крајем децембра 1884. године упутио нову молбу и приложио је уверења Стеве Тодоровића и Ђорђа Миловановића (учитељи цртања Леона Коена), као и оригинално сведочанство професора минхенске академије. Министарство просвете и црквених послова одобрило је 4. маја 1885. године државну стипендију Леону Коену, под условом да редовно шаље извештаје о свом школовању и напредовању.
Радознао и велики радник, и на Универзитету и Минхену, као ванредни слушалац, посећивао је предавања из психологије, историје уметности и филозофије. У том периоду израдио је и своје прве слике Налажење Мојсија (1885) и Ноћ (1886). Међутим, душевно се разболео, тако да је у школској године 1885/1886. дуже време одсуствовао. Упркос болести урадио је двадесетак скица и своју трећу слику Ђурађ Бранковић. Године 1887. Коен уписује Природну класу (Naturklasse) код професора Лудвига Хертериха, једног од представника старије минхенске сецесије. У школској години 1887/1888. Коен и даље ради на цртању акта и портрета, учи перспективу и анатомију. Под утиском Шекспирове тематике и потребе да слика карактере, урадио је композиције Хамлет, Краљ Лир , Ричард III . Коен, пун планова и жеље да настави учење, охрабрен добрим препорукама, подноси нову молбу за продужење стипендије. Помоћ му је одобрена само до септембра 1889. године. Након тог периода, професори у Минхену препоручују му прелазак на Komponierschule, последњи курс на академији. Коен се обраћа Министарству просвете тражећи увећану стипендију, како би био у могућности да плаћа скупе моделе и боје. У неспоразуму са Министарством просвете због „нељудског тона” и молбе за повећање стипендије, одлуком Министра просвете, одузима му се новчана државна помоћ 1890. године. У тој жучној расправи са Министарсвом, Коен је доживљава прави душевни слом, тако да се у Београд враћа исцрпљен и сломљен. Одведен је у душевну болницу, где се лечио три месеца.
После опоравка у помоћ му прискаче брат Давид, који проналази финансијска средства и омогућава му повратак у Минхен 1891. године. У Минхену се дружио са нашим уметницима. На уметничкој академији студирали су: Надежда Петровић, Милош Тенковић, Риста Вукановић, Симеон Роксандић, Милан Миловановић, Драгољуб Павловић, Драгомир Глишић, Војислав Стефановић, Марко Мурат и Стеван Алексић.
Време између 1893. до 1898. године означава други период Коеновог рада. Без званичне помоћи, упућен само на породична средства, Коен је то време провео и тешкој новчаној оскудици. Управо су те године биле године његовог напорног рада, време у којем је остварен и његов највећи успех. Сарађује са Београдом и у књижевно политичком листу „Оглед” објављује у два наставка, одломак дела Тако је говорио Заратруста од Фридриха Ничеа (број 3. и 4. 1894. године.). Био је то први превод овог познатог дела на српски језик. Текст је потписан са L.

## Изложбе и награде
Крајем 1896. године доживео је велики успех. Његова слика Јосифов сан награђена је Сребрном медаљом Академије. Следеће године (1897) са овом сликом учествује на Међународној изложби у Стакленој палати (Glaspalastu) у Минхену и на Бијеналу у Венецији. Највише је сликао мотиве из Старог завета и религијске садржине: Јосифов сан, Цар Соломун, Цар Балтазар, Мојсије, Рај, Адам и Ева, Вечити Јуда; затим теме из српске историје: Усамљени гробови, Ђурађ Бранковић; ликове из грчке митологије: Аполо с музама, Харон; од литературе: Хамлет, Ричард III; као и симболични алегоријски мотиви Јесен, Амор универсал, Двоје идеалних с генијем.
Прву самосталну изложбу приредио је 1898. године у Београду, у згради Старе скупштине. Била су изложена тридесет и четири рада. Награђена слика Јосифов сан, пробудила је велико интересовање. После изложбе Леон Коен је падао у све већу нервну растројеност и тешка болест се све више приближавала.
На Светској изложби у Паризу, маја 1900. године представља се сликама Отмица девојке и Јосифов сан. Поред Леона Коена на овој значајној манифестацији од југословенских уметника били су: Паја Јовановић, Ђорђе Јовановић, Ђорђе Крстић, Марко Мурат, Риста Вукадиновић и други. Тих година почиње и рад на циклусу слика „Трагедија и тријумф човечанства”, замишљеном у алергијским призорима живота транспонованог односа човека у природи. Током боравка у Минхену активно се укључује у уметнички живот у којем постепено постаје цењен међу колегама и критичарима. Дружи се са Францом фон Стуком (Franz von Stuck), великаном минхенског симболизма, Фрицом фон Удеом (Fritz von Uhde), критичарем, као и са студентима из сликарске школе Антона Ажбеа, Надеждом Петровић. Упознаје Василија Кандинског с којим излаже с новооснованим ликовним удружењем „Phalanx” 1902. године.
У Минхену упознаје једну жену, немачку јеврејку, Јозефину Симон, која је испуњавала његов немирни живот. Годинама је становао код ње и њене мајке, и сањао о заједничком животу са њом. Међутим, његова љубав се држала по страни и отворено га уцењивала. Као предуслов за венчање, тражила је да Коен прода све своје слике. То је погоршало његову нервну растројеност. Касније се Леон Коен оженио са њом, али тада је већ био доста болестан. На жалост, услед погоршања здравственог стања стваралаштво Леона Коена прекида се 1905. године. Његове слике и радови појављују се 1909. године на изложби српског удружења „Лада”, као и 1912. године у Загребу на Четвртој југословенској уметничкој изложби где је са удружењем српско-хрватских уметника „Медулић” представљен двема сликама: Земаљски рај и Пролећна симфонија. Док се он лечио, његова жена је једну по једну његову слику продавала. Тако им се заувек изгубио траг.
Први светски рат затиче Леона Коена у Минхену. Он је у све већим материјалним неприликама, а напушта га и жена коју је много волео. Године 1915, трагично гине његов брат Давид, верни пратилац Леонових уметничких и животних криза. После Првог светског рата, као тешког душевног болесника, пријатељи успевају да га врате у Београд. Све његове слике из куће у Минхену донели у у родни град. Од 1920. до 1926. године смештен је у београдску душевну болницу. Отпуштен је пар дана пре отварања своје изложбе. На ретроспективној изложби одржаној у школи Краља Петра код Саборне цркве у Београду 3. маја 1926. године, приказано је четрдесет седам Коенових радова, слика, скица и студија. За изложбу је заслужан његов пријатељ, публициста Давид Пијада, који је прикупио сва његова дела. У жељи да се слике Леона Коена сачувају као културно добро београдских Јевреја, Јеврејска сефардска општина откупила је сва дела од његове браће, пријатеља, родбине и украсила просторије Јеврејског дома. Душевно стање му се није мењало, па је смештен на кућну негу у Вршац, код Даринке Петровић, рођене Кашански, јануара 1931. године. Трошкове боравка плаћала је Јеврејска црквена општина.
Леон Коен умире од старачке изнемоглости 15. маја 1934. године у Вршцу. Сахрањен је два дана касније на Јеврејском гробљу у Београду.
После смрти, Јеврејска сефардска вероисповедна општина у Београду приредила је од 23. септембра до 2. октобра 1934. године, у Великој и Малој сали Јеврејског дома, комеморативну изложбу његових дела.
Годину дана после његове смрти 16. фебруара 1935. године у Уметничком павиљону „Цвијета Зузорић” на Калемегдану, организована је велика ретроспективна изложба његових дела.
Поносећи се својим великим уметником Јеврејска сефардска вероисповедна општина у Београду подигла је и открила споменик Леону Коену на јеврејском гробљу 24. октобра 1937. године.
Први пут после 1935. године, организована је изложба слика Леона Коена у Југословенској галерији уметничких дела у Београду октобра 2001. године, где су приказане све сачуване слике.

## Списак радова
- Јосифов сан, уље, оригинал 3x4. Представља Јосифа са стадом оваца. Лежи на пољу. У сну му се јављају: отац као сунце, мајка као месец и браћа као звезде.
- Усамљени гробови, или Отмица. Уље. Димензија око 4x3.. Слика из народног живота, по песми Војислава Илића, у којој се износи жртва турског варварства, када дахије Сали-Аге зворничког убијају нејаког Јована и насилно одводе у харем његову сестру Јовану.
- Вечити Јуда I. Оригинал. Уље. Представља погруженог старца, седе разбарушене косе. То је вечити луталица и прогнаник са штапом у руци. Тражи смрт и нигде је не налази.
- Рај. Оригинал. Уље. У пејзаж су убачени стубови. Слика богата у боји.
- Аполо с музама. Оригинал. Уље. Музе слушају свирку Апола међу аркадама, као под перголом.
- Сара Мартин I. Оригинал. Уље. Представља јеврејску мисионарку која посећује заблуделе осуђенике и покушава да их читањем текстова из библије поврати на прави пут.
- Ричард III. Оригинал. Уље. Представљен је како га узнемиравају духови невиних сродника које је побио.
- Amor universalis. Оригинал. Уље. Компоновао пејзаж са балустрадама. Недовршена слика.
- Уметников сан. Оригинал. Уље. Пар идеалних са генијем љубави.
- Јесен, I I варијанта, пејзаж, уље. Симболична композиција трагедије и тријумфа човечанства. У првом плану лево геније смрти држи и руци пешчани часовник, којим одбројава последњи тренутак живота; у другој руци држи срп, којим коси све у природи.
- Харон I. Оригинал. Уље. Превози чамцем двоје младих заљубљених, које прати анђео љубави.
- Акт женски, у природној величини, уље.
- Адам и Ева, скица, уље.
- Цар Соломун. Оригинал. Уље. Слика нестала пре 1941. године. Не зна се како је компонована.
- Цар Соломун. Оригинал. Пастел. Седи уморно на трону у пурпурној одећи. Лево иза њега шума, пејзаж; десно изнад Соломуна архитектура.
- Цар Балтазар. Оригинал. Уље. Композиција са више фигура.
- Разбојништво на води. Скица рађена уљем црно белим, слична композиција као Отмица.
- Старац крај мора. Уље. Скица. Пејзаж сликан као снажан колористичи сфуматор, све у магли.
- Мојсије у ковчегу и фараонова кћи. Скица. Уље
- Портрет уметникове жене. Уље. Обучена у црвену хаљину са белом крагном и црном машном.
- Портрет уметникове мајке. Уље.
- Портрет уметникове сестре. Уље.
- Портрет уметникове жене у сивом. Уље.
- Портрет жене. Скица.
- Портрет мушкарца. Скица
- Пролеће I. Уље. Недовршена слика. Представља праскозорје, кад још контуре објеката нису јасне.
- Жена која се моли у тамници.
- Студија. Уље.
- Дете при спавању. Уље
- Пејзаж
- Портрет Дантеа
- Ђурађ Бранковић. Уље. Велика композиција. Оригинал по својој прилици није никад доспео у земљу.. Фотографију овог рада послао Министарству просвете још 1866. године.
- Ноћ. Цртеж угљеном.
- Хамлет. Уље. Велика композиција.
- Наход Мојсијев. Уље. Оригинал остао у Минхену
- Каин и Авељ. Уље
- Портрет младог Италијана. Уље.
- Портрет сестре Италијана. Уље.
- Портрет сестре Леона Коена. Уље.
- Портрет Санта Симановића. Зета Леона Коена. Уље.
- Лов на лавове. Уље.
- Борба на мору. Уље.
- Турци отимају Српкиње за харем. Уље.
- Аутопортрет Леона Коена. Уље (40цм x 52цм). Откупио Народни музеј у Београду.
- Аутопортрет Атанасија Тодоровића. Уље. Откупио Народни музеј у Београду.
- Визија. Уље. Откупио Народни музеј у Београду.

## Галерија
- Леон Коен, ALSO SPRACH ZARATHUSTRA
- Леон Коен, ALSO SPRACH ZARATHUSTRA
- Леон Коен, ALSO SPRACH ZARATHUSTRA. Текст је потписан са L